# لؤلؤة سلطع
لؤلؤة سلطع (بالإنجليزية: Pearl Krabs)‏ هي شخصية خيالية في مسلسل الرسوم المتحركة الأمريكي سبونج بوب سكوير بانتس. وتؤدي الدور الصوتي للشخصية بالنسخة الإنجليزية الممثلة لوري آلان، وظهرت هذه الشخصية للمرة الأولى في إحدى حلقات الموسم الأول والتي بُثت في الولايات المتحدة بتاريخ 4 سبتمبر 1999. الشخصية من ابتكار عالم الأحياء البحرية ورسام الرسوم المتحركة ستيفن هيلنبرغ، والذي استوحى فكرة تصميم شخصية حوت أثناء إشرافه على عملية مشاهدة الحيتان في المعهد البحري لمقاطعة أورانج في دانا بوينت بولاية كاليفورنيا. وتمثل شخصية «لؤلؤة» إحدى الشخصيات الخمسة الأوائل التي قام هيلنبرغ بابتكارها لمسلسل «سبونج بوب».

## وصلات خارجية
- لؤلؤة سلطع في قاعدة بيانات الأفلام على الإنترنت